# 다이춘룽
다이춘룽(중국어 간체자: 戴春荣, 정체자: 戴春榮, 병음: Dài Chūnróng, 한자음: 대춘영, 1961년 2월 2일~)은 중화인민공화국의 배우이다. 황후 전문 배우로 잘 알려져 있으며, 12개 이상의 텔레비전 드라마에서 황후 배역을 연기했다.

## 작품 목록

### 드라마
- 1998년 《황제의 딸》 ... 황후 역
- 2010년 《미인심계》 ... 여태후 역

## 같이 보기
- 천사리